# 弗雷泽里克森
弗雷泽里克森 或者 佛雷德里克森（丹麥語：Frederiksen）可指：

## 人物
- 梅特·弗雷泽里克森（1977年－），丹麥首相。
- 克里斯蒂安·弗雷泽里克森（1965年－），丹麥和挪威男性皮划艇運動員。
- 伊伯·佛雷德里克森 （1964年－），前丹麥羽毛球運動員。
- 伯格·佛雷德里克森（1920年－?），前丹麥羽球運動員。

|  | 本页或本分段罗列了姓氏为「弗雷泽里克森」的人物。 如果是一个指代特定个人的内链将您引导到本页，請考慮修正該人物的名字以將链接指向正確的條目。 |